# Ondřej Vaculík
Ondřej Vaculík (né le 12 mai 1986 à Jilemnice) est un sauteur à ski tchèque.

## Palmarès

### Jeux olympiques
| Épreuve / Édition | Turin 2006 |
| Grand tremplin    | 45e        |
| Par équipes       | 9e         |

### Championnats du monde
| Épreuve / Édition | Sapporo 2007 | Liberec 2009 |
| Petit tremplin    | 50e          | 31e          |
| Grand tremplin    |              | 38e          |
| Par équipes       |              | 5e           |

### Coupe du monde
- Meilleur résultat individuel : 25e.
- Meilleur classement général : 62e en 2009.